# 1736
1736 (MDCCXXXVI) fue un año bisiesto comenzado en domingo según el calendario gregoriano.

## Acontecimientos
- 8 de marzo: en Irán, Nader Shah es coronado shah.
- 16 de octubre: en esta fecha el astrónomo y teólogo británico William Whiston (1667-1752) calculó que un cometa colisionaría con la Tierra, provocando el fin del mundo.[1]
- En la llanura de Mugán (Mongolia) Tahmasp Qolí Jan convoca un consejo tribal a la manera turcomongola, y obtiene el acuerdo de los representantes de los distintos clanes para ser proclamado sah en lugar del safaví Abbás III.

## Nacimientos
- 19 de enero: James Watt, inventor de la máquina de vapor (f. 1819).
- 25 de enero: Joseph-Louis de Lagrange, matemático francés (f. 1813).
- 3 de mayo: Li Ching-Yuen, Herborista y experto en Artes Marciales Chinas (f. 1933)
- 14 de junio: Charles-Augustin de Coulomb, físico francés (f. 1806).
- 4 de septiembre: Cándido María Trigueros, escritor, traductor y dramaturgo español (f. 1798).

## Fallecimientos
- 31 de enero: Filippo Juvara (57 años), arquitecto italiano (n. 1678).
- 31 de enero: Bruno Mauricio de Zabala (53), militar español (n. 1682).
- 2 de mayo: Albertus Seba (70), zoólogo y farmacéutico neerlandés de origen alemán (n. 1665).
- 16 de septiembre: Gabriel Fahrenheit (50), inventor y físico alemán de origen polaco (n. 1686).